# Saint-Didier-sous-Riverie
Saint-Didier-sous-Riverie est une ancienne commune française située dans le département du Rhône, en région Auvergne-Rhône-Alpes. Elle a disparu depuis sa fusion, au 1er janvier 2017 avec les communes de Saint-Maurice-sur-Dargoire et de Saint-Sorlin pour former la nouvelle commune de Chabanière.

## Géographie
La commune se situe à une altitude moyenne d'environ 510 mètres. 
Située au sud-est des monts du Lyonnais, la commune appartient aux « coteaux du Lyonnais ». Rattachée au canton de Mornant et à l'arrondissement de Lyon, elle est limitrophe du département de la Loire dont elle est séparée par la rivière du Bozançon, affluent du Gier. Sa superficie est de 13,9 km². Les 1 178 habitants se répartissent entre le bourg principal et de nombreux hameaux dans un cadre encore rural. 
| Sainte-Catherine              | Saint-André-la-Côte, Saint-Sorlin | Mornant                    |
| Riverie Sainte-Catherine      | Saint-Didier-sous-Riverie         | Saint-Maurice-sur-Dargoire |
| Saint-Romain-en-Jarez (Loire) | Saint-Martin-la-Plaine (Loire)    | Saint-Joseph (Loire)       |

### Lieux-dits et hameaux
- la Fillonnière
- le Peu
- les Roches
- la Saulée
- Cleyrieux
- Barbieux
- Flassieux 41 habitants le 11/09/16
- Marin
- Verzieux
- Vendessieux
- la Richaudière
- le Plat
- la Résilière
- la Jurière
- Savernas
- les Rivaux
- Grange Veillon
- Roibin
- l'Arzelier
- le Manelier
- Chez Virieux

## Histoire
C'est dans une charte de l'archevêque Burchard Ier de Lyon en 984, que l'on trouve la première mention de l'existence de Saint-Didier.
- En 1225/1285 le hameau de Barbieux se nomme "BALBEU" distorsion phonétique dérivée du Gaulois et du Celtique"borvo", "bawa" qui désigne la boue.
- En 1559 le village était entouré de murailles et de fossés.
- En 1570 Antoine Camus échevin, acquiert la baronnie de Riverie, en 1572 Charles IX l'autorise à établir les "fourches patibulaires" à quatre piliers, sur le territoire de sa seigneurie, potences encore visibles en 1789 sur la colline du PEU à l'entrée du village de Saint Didier.
- En 1590 le village est détruit par les royalistes viennois.
- Fin du XVIIe siècle, réside à Saint Didier, Alexandre du Soleil, bourgeois de Lyon, et son épouse Catherine Pascal. Il blasonne "d'azur à la fasce d'argent, accompagnée de trois croissants de même, rangés en chef sous lambel a deux pendants de même, et d'un soleil d'or en pointe". Il s'agit du fils ainé d'Alexandre du Soleil marchand à Lyon.(sans lambel).
- Famille éteinte en 1871.
- Au cours de la Révolution française, la commune porte provisoirement le nom de Basse-Montagne[2].
- Sous la Terreur, entre le 4 décembre 1793 et le 16 avril 1794,-1665 personnes ont été guillotinés ou fusillés à Lyon, place des Terreaux ou place Bellecour.
- A Saint DIDIER sous RIVERIE, Didier FILLON, fabricant de peignes, harcèle et dénonce Jean-François LANGLADE, notaire à Saint Didier, ainsi que Jean-Marie COUCHOUD, notaire à RIVERIE, guillotinés ensemble le 22 janvier 1794, ainsi que Claude-Joseph PERONNET DE BEAUPRE, noble, ancien lieutenant-colonel du régiment d'Aquitaine, demeurant à Saint Didier, dénoncé par Pierre BUER membre de la Commission des séquestres de Commune-Affranchie (Lyon).

## Héraldique
| Blason de Saint-Didier-sous-Riverie | Blason  | Écartelé en sautoir: au 1er d’or au cœur de gueules transpercé d’une flèche de sable, au 2e d’azur à l’arbre d'or, au 3e d’azur au soleil d’or, au 4e d’azur à la cloche d’or; sur le tout, d’argent à la crosse d'or surchargée d’une mitre du même brochante. |
| Blason de Saint-Didier-sous-Riverie | Détails | Le statut officiel du blason reste à déterminer. |

## Politique et administration

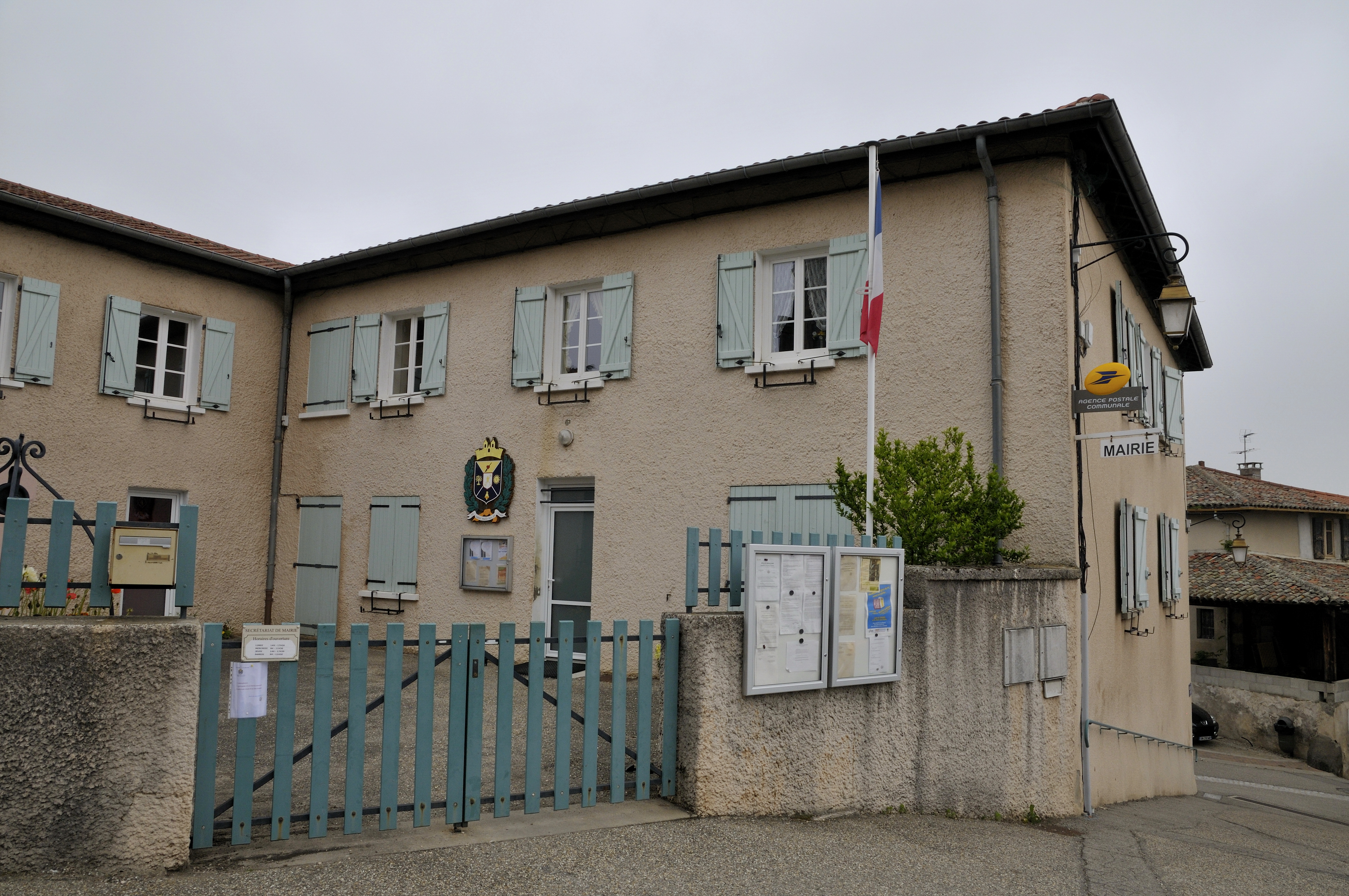
La mairie.

### Maires
| Période                                  | Période  | Identité         | Étiquette | Qualité |
| ---------------------------------------- | -------- | ---------------- | --------- | ------- |
| avant 1981                               | ?        | Antoine Chana    |           |         |
| 2001                                     | 2008     | Alain Brun       |           |         |
| 2008                                     | 2014     | Christine Perrot |           |         |
| 2014                                     | En cours | Grégory Rousset  |           |         |
| Les données manquantes sont à compléter. |          |                  |           |         |

### Intercommunalité
Saint-Didier est membre de la COPAMO (communauté de communes du Pays mornantais).

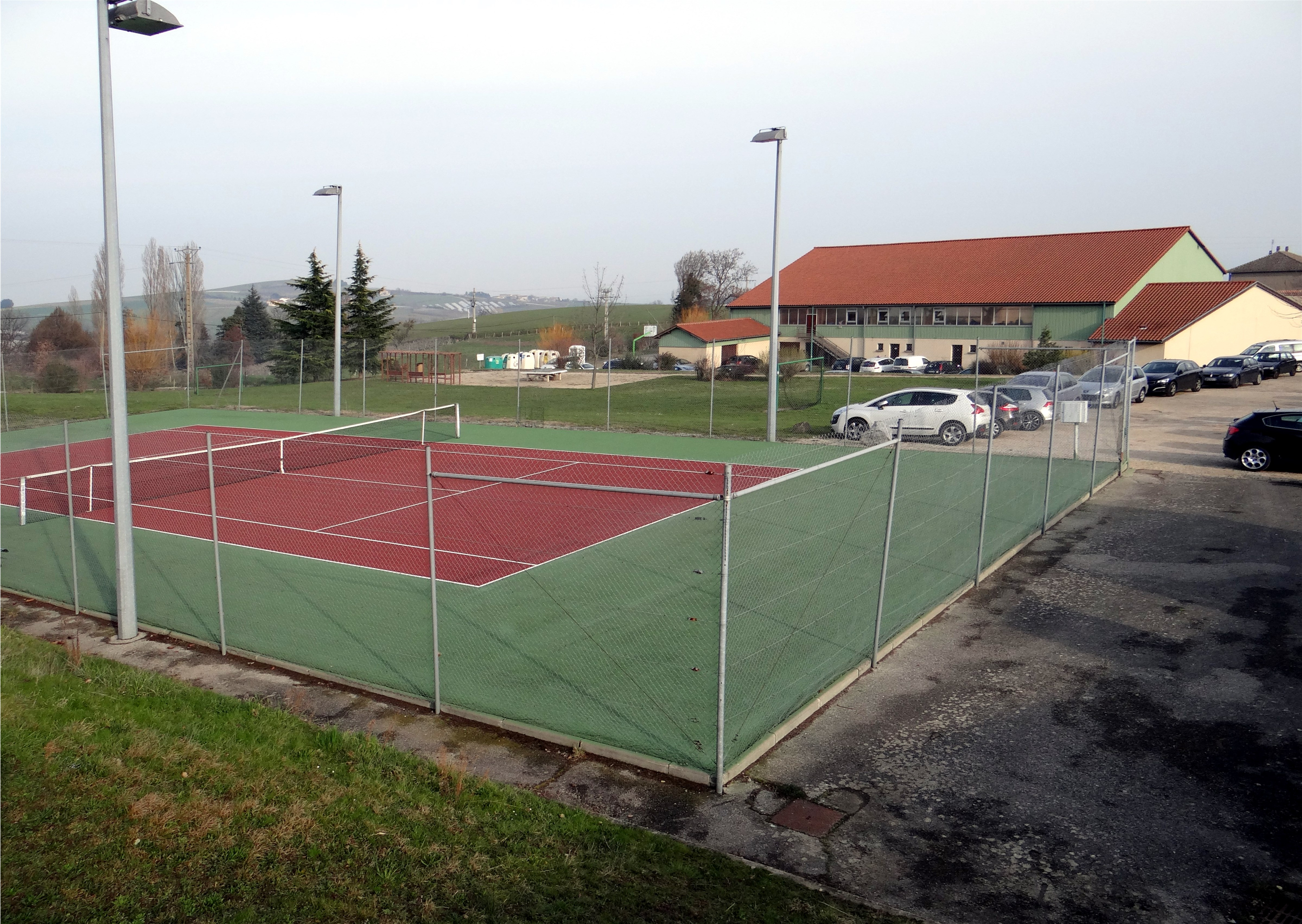
Le court de tennis et le gymnase

### Services publics
Le village compte deux écoles primaires, une école privée et une école publique dont les pratiques pédagogiques connurent une certaine notoriété au début des années 2000,,,,.
Le bureau de poste est fermé depuis 2007.
La commune dispose d'un gymnase, d'un boulodrome couvert et d'une bibliothèque municipale.

## Démographie

### Évolution de la population
L'évolution du nombre d'habitants est connue à travers les recensements de la population effectués dans la commune depuis 1793. À partir du 1er janvier 2009, les populations légales des communes sont publiées annuellement dans le cadre d'un recensement qui repose désormais sur une collecte d'information annuelle, concernant successivement tous les territoires communaux au cours d'une période de cinq ans. 
Pour les communes de moins de 10 000 habitants, une enquête de recensement portant sur toute la population est réalisée tous les cinq ans, les populations légales des années intermédiaires étant quant à elles estimées par interpolation ou extrapolation. Pour la commune, le premier recensement exhaustif entrant dans le cadre du nouveau dispositif a été réalisé en 2006,.
En 2014, la commune comptait 1 212 habitants, en évolution de +2,89 % par rapport à 2009 (Rhône : +5,46 %, France hors Mayotte : +2,49 %).
| 1793  | 1800  | 1806  | 1821  | 1831  | 1836  | 1841  | 1846  | 1851  |
| ----- | ----- | ----- | ----- | ----- | ----- | ----- | ----- | ----- |
| 1 292 | 1 120 | 1 314 | 1 298 | 1 310 | 1 320 | 1 324 | 1 326 | 1 337 |

| 1856  | 1861  | 1866  | 1872  | 1876  | 1881  | 1886  | 1891  | 1896  |
| ----- | ----- | ----- | ----- | ----- | ----- | ----- | ----- | ----- |
| 1 328 | 1 279 | 1 235 | 1 243 | 1 258 | 1 228 | 1 281 | 1 242 | 1 227 |

| 1901  | 1906  | 1911  | 1921 | 1926 | 1931 | 1936 | 1946 | 1954 |
| ----- | ----- | ----- | ---- | ---- | ---- | ---- | ---- | ---- |
| 1 188 | 1 080 | 1 024 | 807  | 773  | 738  | 730  | 690  | 669  |

| 1962 | 1968 | 1975 | 1982 | 1990  | 1999  | 2006  | 2011  | 2014  |
| ---- | ---- | ---- | ---- | ----- | ----- | ----- | ----- | ----- |
| 710  | 731  | 697  | 781  | 1 018 | 1 148 | 1 173 | 1 178 | 1 212 |

## Lieux et monuments

### Vestiges de l'aqueduc du Gier

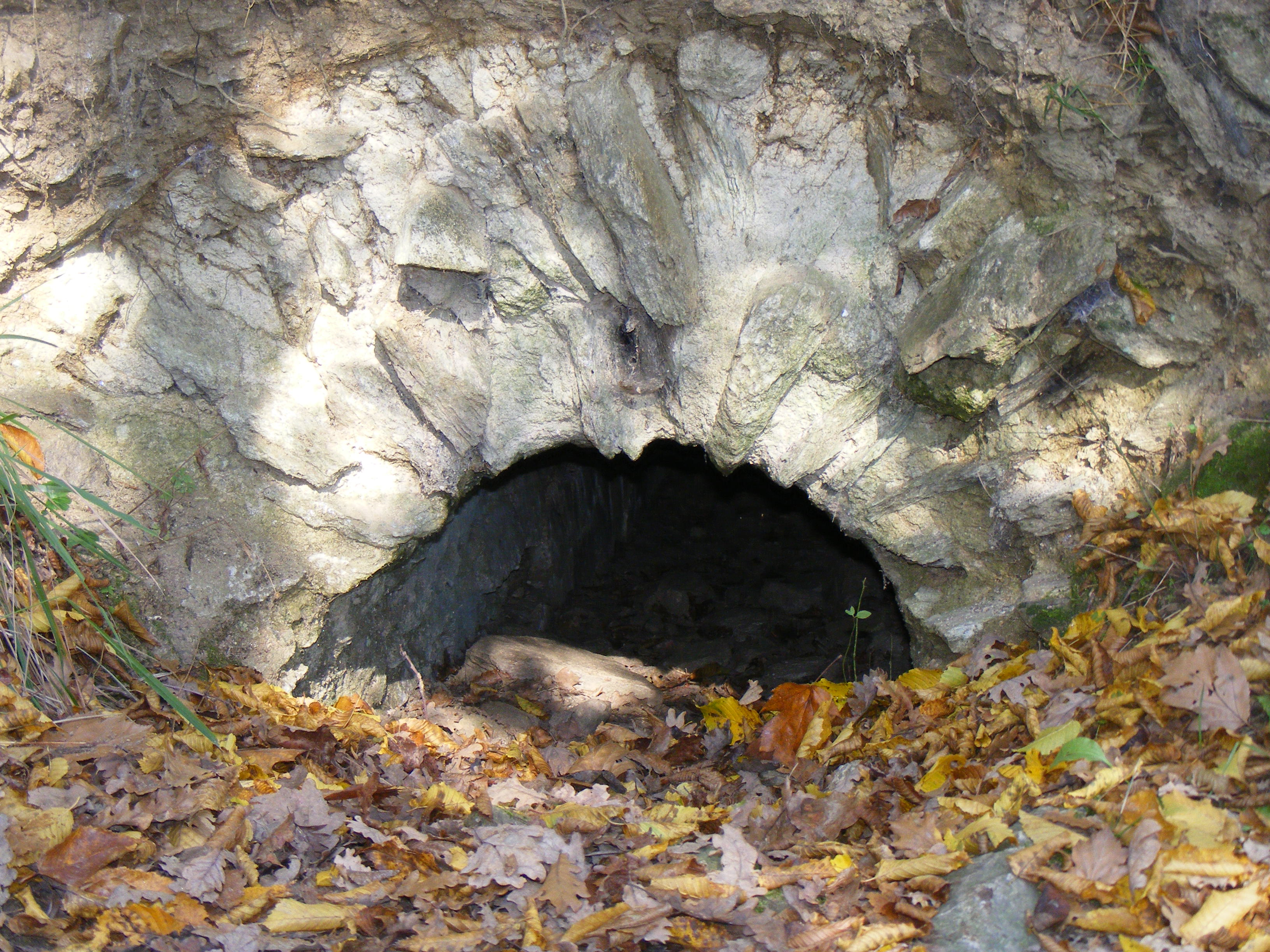
Aqueduc du Gier.

- Après la traversée souterraine de la commune de Saint-Joseph (Loire), l'aqueduc du Gier franchissait les vallées encaissées du Grand et du Petit Bozançon au moyen de ponts dont les vestiges sont d'accès difficile ou de canalisations souterraines.

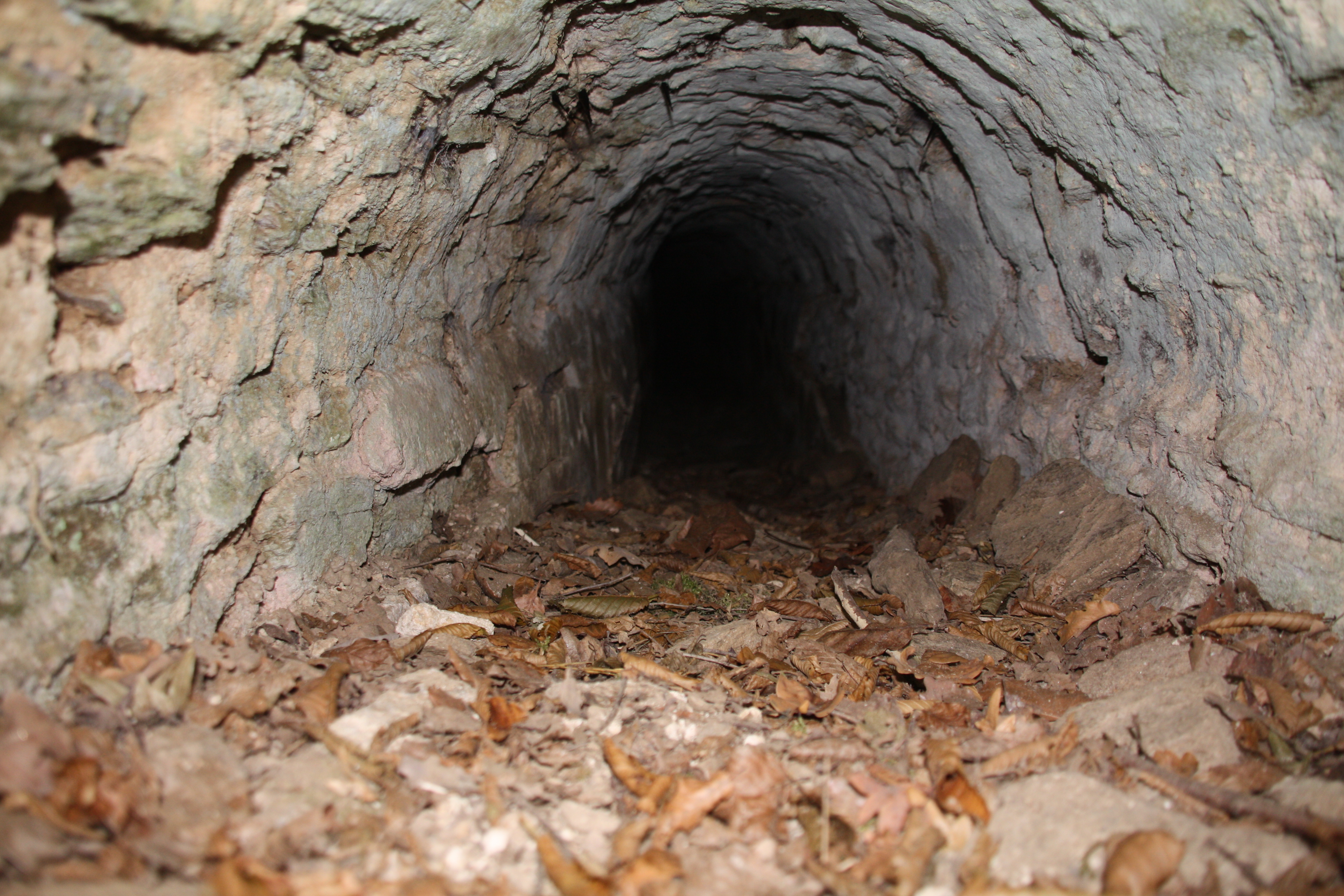
La canalisation souterraine de l'aqueduc.

### Ancien moulin du Bozançon
Le bief de l'ancien moulin est visible sur deux photos à l'adresse - archeolyon.araire.org - Aqueduc du Gier Site GM 09 
St Didier sous Riverie .Chez Virieux, (GM 0912,bief d'un ancien moulin).

### Chemin de fer de Mornant à Rive-de-Gier

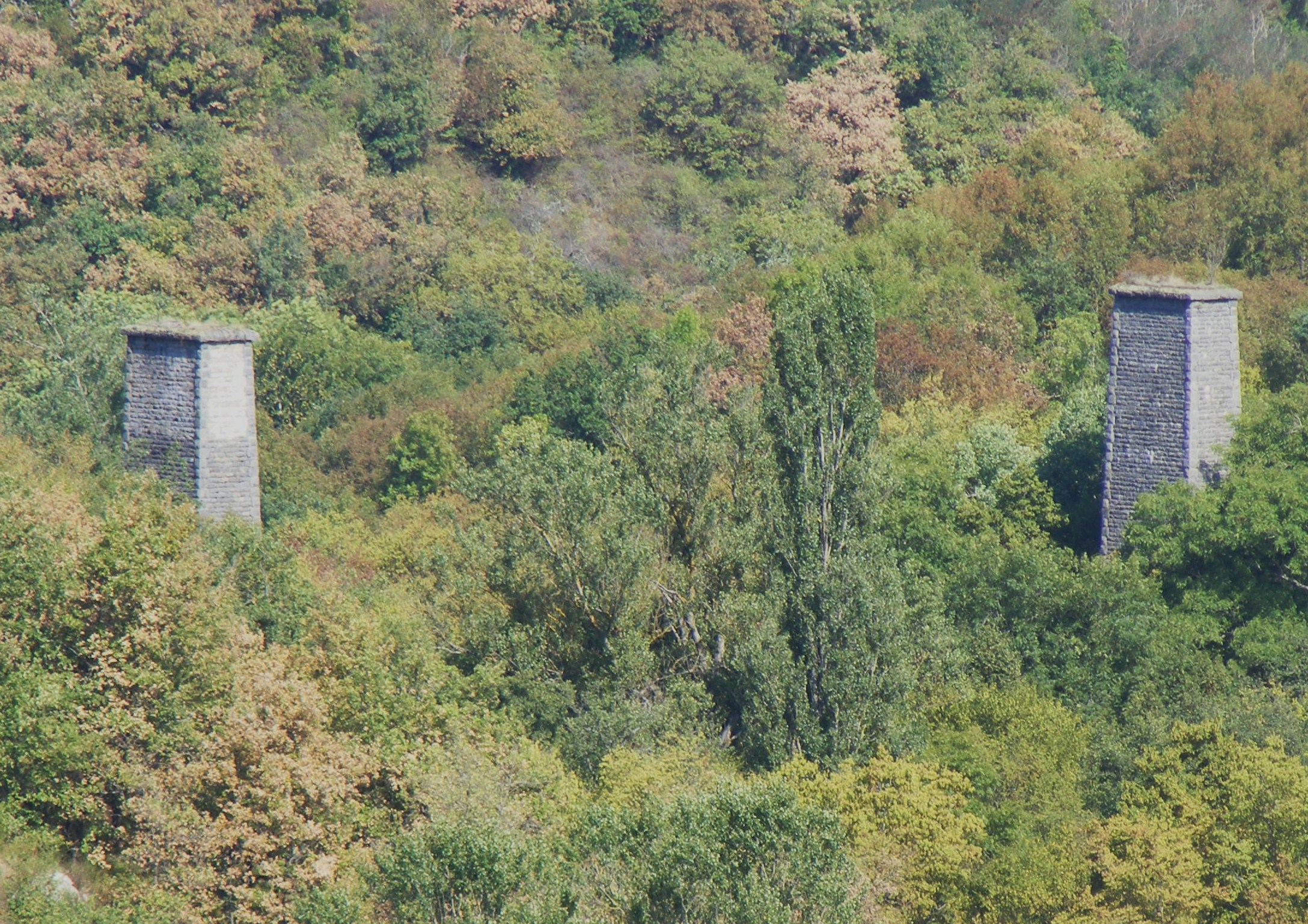
Les deux piles du viaduc du Bozançon.

Concédée en 1909 à la Compagnie des chemins de fer de Rhône-et-Loire, la construction de la ligne n'était pas terminée au  début de la Première Guerre mondiale. Elle devait transporter le charbon de Rive-de-Gier vers Lyon via Mornant. Arrivant sur la commune  par Saint-Maurice-sur-Dargoire, la ligne remonte jusqu'au bourg de Saint-Didier (point culminant à 495 m) avant de franchir les combes du Petit et du Grand Bozançon. Elle a laissé ici deux ouvrages monumentaux :
- Le viaduc de la Boutonne dont les six arches en courbe ont une portée de 108 mètres.
- Le pont métallique inachevé du Grand Bozançon qui sur 148 mètres de long domine le ravin creusé par le cours d'eau.

## Personnalités liées à la commune
Au XVIIe siècle, la famille du Soleil réside alternativement à Saint-Didier et à Lyon ;
- Alexandre du Soleil bourgeois de Lyon et son épouse Catherine Pascal auront un fils :
  - Alexandre-François qui fut échevin en 1723 et 1724. Au nombre de ses enfants, on remarque :
    - Jean -Baptiste, écuyer, avocat en parlement dès 1754. Ce dernier vivait encore en 1787.
- Le Grand Quinson, de son vrai nom Jean-Claude Fillon, prophète ou visionnaire qui entre 1780 et 1830 annonçait, entre autres, la guerre de 1914-1918, les voitures sans chevaux, les avions dans le ciel, l'eau du Rhône à Saint-Didier... (voir histoire locale)
- Bertrand Thizy, éleveur et producteur de fruits, candidat phare de l'émission L'amour est dans le pré (saison 7, 2012), habite dans la commune.